# Silla (ópera)
Silla (título completo, Lucio Cornelio Silla, HWV 10) es una ópera seria (calificada como un dramma per musica) en tres actos con música de Georg Friedrich Händel y libreto en italiano de Giacomo Rossi. La historia se refiere al general romano Lucio Cornelio Sila (138–78 a. C.) tal como la relató Plutarco.
La ópera parece haber sido una pièce d'occasion, que puede haber sido interpretada en una sola ocasión. La música fue reciclada en la ópera posterior de Händel Amadigi di Gaula.

## Historia
La primera representación pudo haber tenido lugar el 2 de junio de 1713. Una dedicatoria del libretista, Rossi, al embajador francés, el duque de Aumont, aparece con esa fecha en una copia impresa del libreto. Anthony Hicks cree que pudo haber una interpretación privada en el Queen's Theatre, Londres. Sin embargo, según Amadeus Almanac, la representación tuvo lugar en Burlington House.

## Personajes
| Personaje                         | Tesitura         | Reparto del estreno, 2 de junio de 1713 (Director: Georg Friedrich Händel) |
| --------------------------------- | ---------------- | -------------------------------------------------------------------------- |
| Silla, dictador romano            | alto castrato    | Valentino Urbani                                                           |
| Metella, esposa de Sila           | soprano          | Probablemente Elisabetta Pilotti-Schiavonetti                              |
| Lepido, tribuno                   | soprano castrato | Valeriano Pellegrini                                                       |
| Flavia, esposa de Lépido          | soprano          | Francesca Margherita de L'Epine                                            |
| Claudio, senador, amante de Celia | alto             | Jane Barbier                                                               |
| Celia, hija de Catulo             | soprano          | Maria Manina-Fletcher-Seedo                                                |
| El dios Marte                     | bajo             | Richard Leveridge                                                          |
| Scabro                            | papel mudo       |                                                                            |

## Grabaciones
Handel: Silla – London Handel Orchestra
- Director: Denys Darlow
- Principales cantantes: James Bowman (Silla), Joanne Lunn (Lepido), Simon Baker (Claudio), Rachel Nicholls (Metella), Natasha Marsh (Flavia), Elizabeth Cragg (Celia), Christopher Dixon (El dios)
- Fecha de grabación: 11 de abril de 2000
- Sello discográfico: SOMM Recordings – 227-8 (CD)